# Typhon Dujuan
Le typhon Dujuan (du chinois simplifié : 台风杜鹃 ; chinois traditionnel : 颱風杜鵑 ; pinyin : táifēng dùjuān ; litt. « typhon Azalée »), connu sous le nom de typhon Jenny, aux Philippines, est un puissant cyclone tropical frappant les Îles Yaeyama et Taïwan. Il s'agit de la vingt et unième tempête portant un nom et le treizième typhon de la saison. Dujuan est le second plus intense cyclone tropical touchant la zone nord-ouest du Pacifique en 2015. La tempête a pris fin le 30 septembre 2015, dans le Fujian en Chine.

## Évolution météorologique
L'origine du typhon peut être retracée jusqu'à une perturbation tropicale qui s'est formée au-dessus l'atoll de Maloelap le 14 septembre 2015. Les bandes orageuses restent très éparses jusqu'au 20 septembre, lorsque l'Agence météorologique du Japon (JMA) reclasse cette zone à l'est-nord-tropicale de Guam une dépression tropicale,. En outre, le Joint Typhoon Warning Center (JTWC) commence à émettre une alerte de formation de cyclone tropical au même temps et a parlé également d'une dépression de mousson, bien que le centre de circulation de bas niveau ait été exposée et située à l'est du centre de convection profonde. Dans l'après-midi le 21 septembre, le JMA commence à émettre des alertes cycloniques pour la dépression tropicale, peu avant le JTWC qui l'a mommé 21W, basé sur la structure orageuse et une image du satellite RapidSCAT,. Le 22 septembre, bien que la structure soit restée asymétrique, le système devient une tempête tropicale en fin journée sous le nom de Dujuan,.
Beaucoup d'agences météorologiques avaient prévu initialement une trajectoire courbant vers le sud du Japon mais celle-ci se déplace plutôt à l'ouest-nord-ouest vers la Chine. Dujuan développe de petits tourbillons autour d'un barycentre avec la convection profonde en périphérie ouest le 23 septembre. La tempête entre ensuite dans la zone de responsabilité des Philippines où PAGASA qui le renomme Jenny,. Le 24 septembre, Dujuan est reclassé comme une forte tempête tropicale avec un œil apparent sur imagerie micro-ondes. À cause de ce développement, et de la diminution du cisaillement vertical du vent, le JTWC et le JMA rehaussent Dujuan au niveau de typhon tôt le 25 septembre,.
À la suite des conditions favorables de faible cisaillement et de température de surface de la mer de 29 °C, Dujuan continue de s'intensifier. Tôt le 27 septembre, le JTWC indique que l’œil a atteint un diamètre de 80 km et des vents soutenus sur une minute de 230 km/h ce qui équivaut à la catégorie 4 de l'échelle de Saffir-Simpson. Vers 70 h UTC le 28 septembre, des vents records ont été observés à Yonaguni-jima (Okinawa, Japon), soit des vents soutenus sur dix minutes de 205 km/h. Plus tard, le Bureau central de météorologie de Taïwan a annoncé que le typhon Dujuan avait touché terre Nan'ao, comté de Yilan à Taïwan, 9 h 40 UTC. Vers 170 h UTC le 28 septembre, Dujuan émerge dans le détroit de Taïwan à Fangyuan, comté de Changhua.

## Impact

### Taïwan
Le concert de Bon Jovi du 28 septembre au Taipei World Trade Center est annulé. Les bureaux et les écoles sont également fermés ce même jour.